# 안성 분기점
안성 분기점(安城分岐點, Anseong Junction, 안성JC)은 경기도 안성시 원곡면 외가천리와 평택시 청룡동에 걸쳐 있는, 경부고속도로와 평택제천고속도로가 만나는 분기점이다.

## 연혁
- 2002년 12월 12일 : 평택제천고속도로 서평택 ~ 서안성 구간 개통과 함께 영업 개시[1]

## 접속하는 노선

### 부산・서울방면
- 경부고속도로 (41번)

### 평택・제천방면
- 평택제천고속도로 (4번)

## 구조
클로버스택형으로, 평택제천고속도로의 진출 램프가 동그랗게 말려 있다.
구조물의 남부로는 국도 제45호선이 통과한다.

## 사진

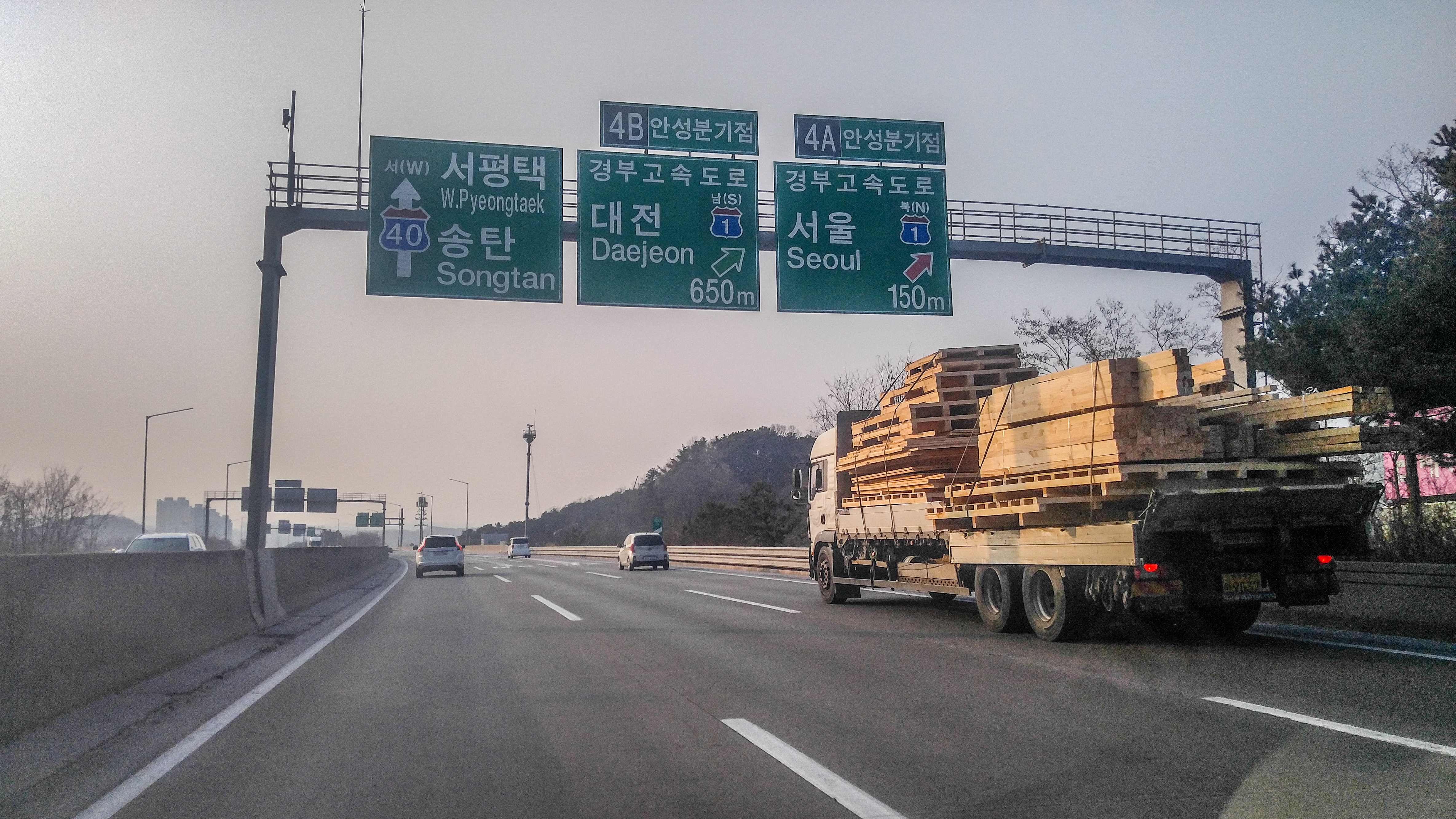
평택제천선 150m 표지판 (평택 방면)
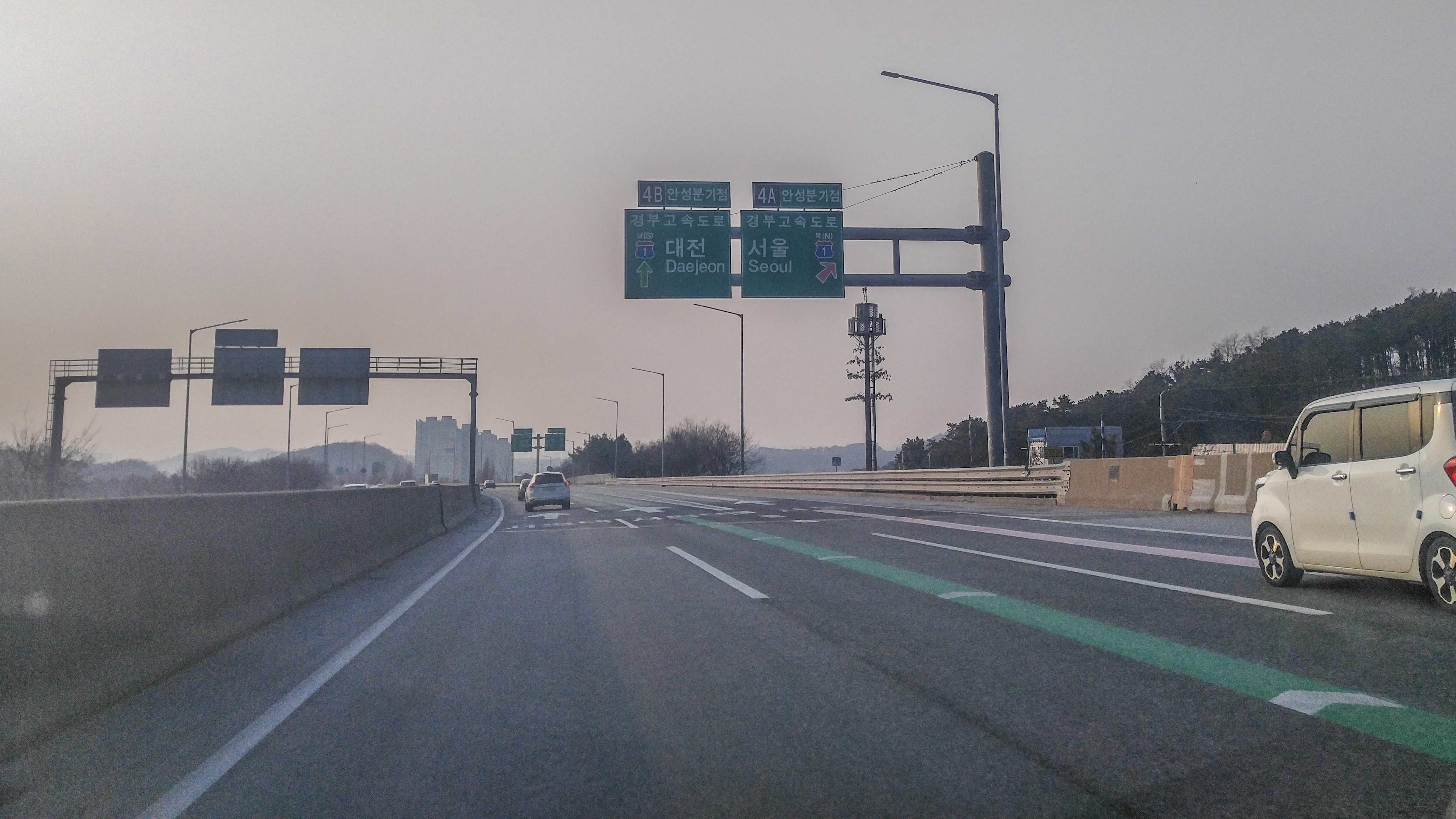
평택제천선 1지점 표지판 (평택 방면)
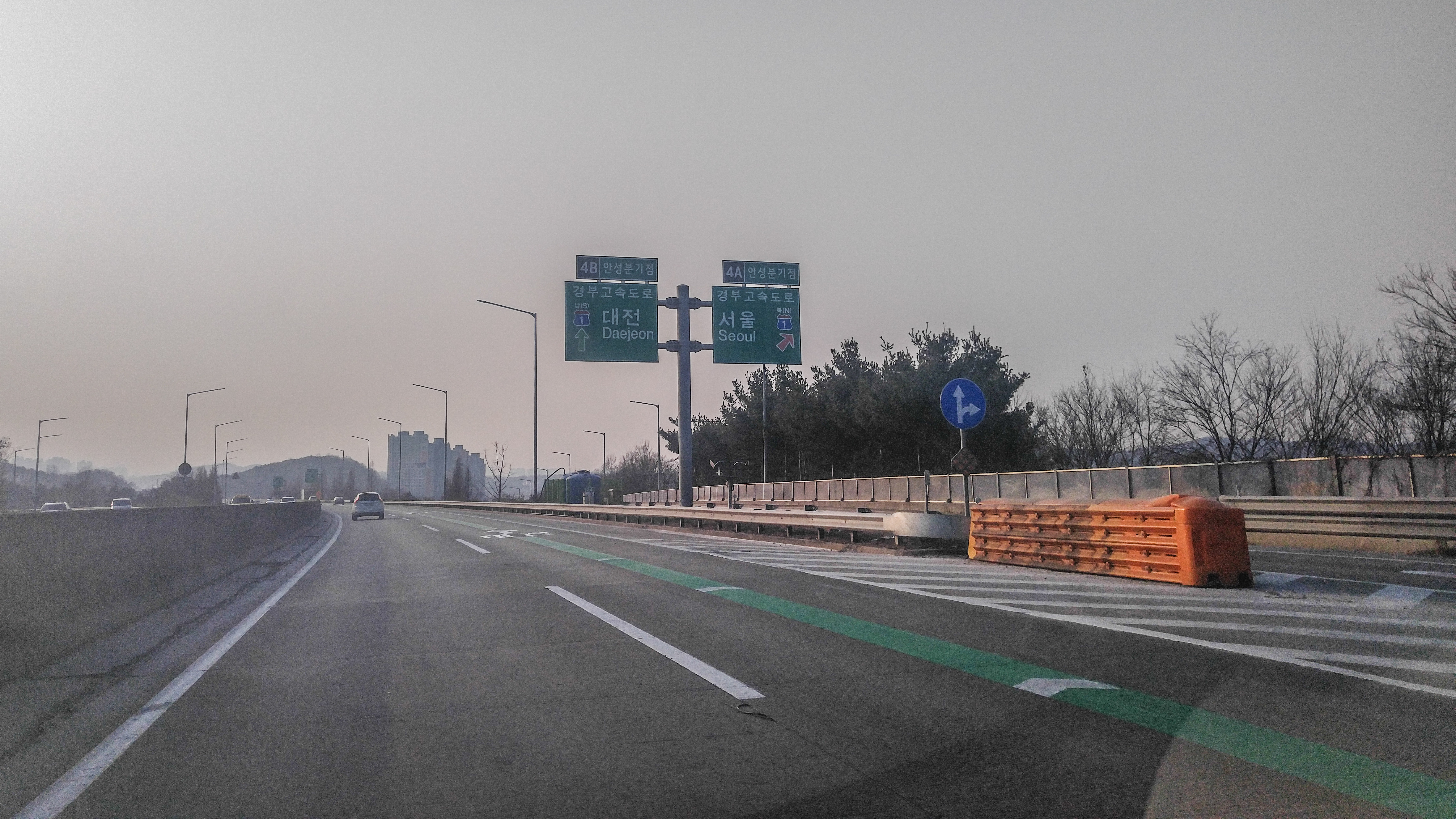
평택제천선 1지점 분기부 표지판 (평택 방면)
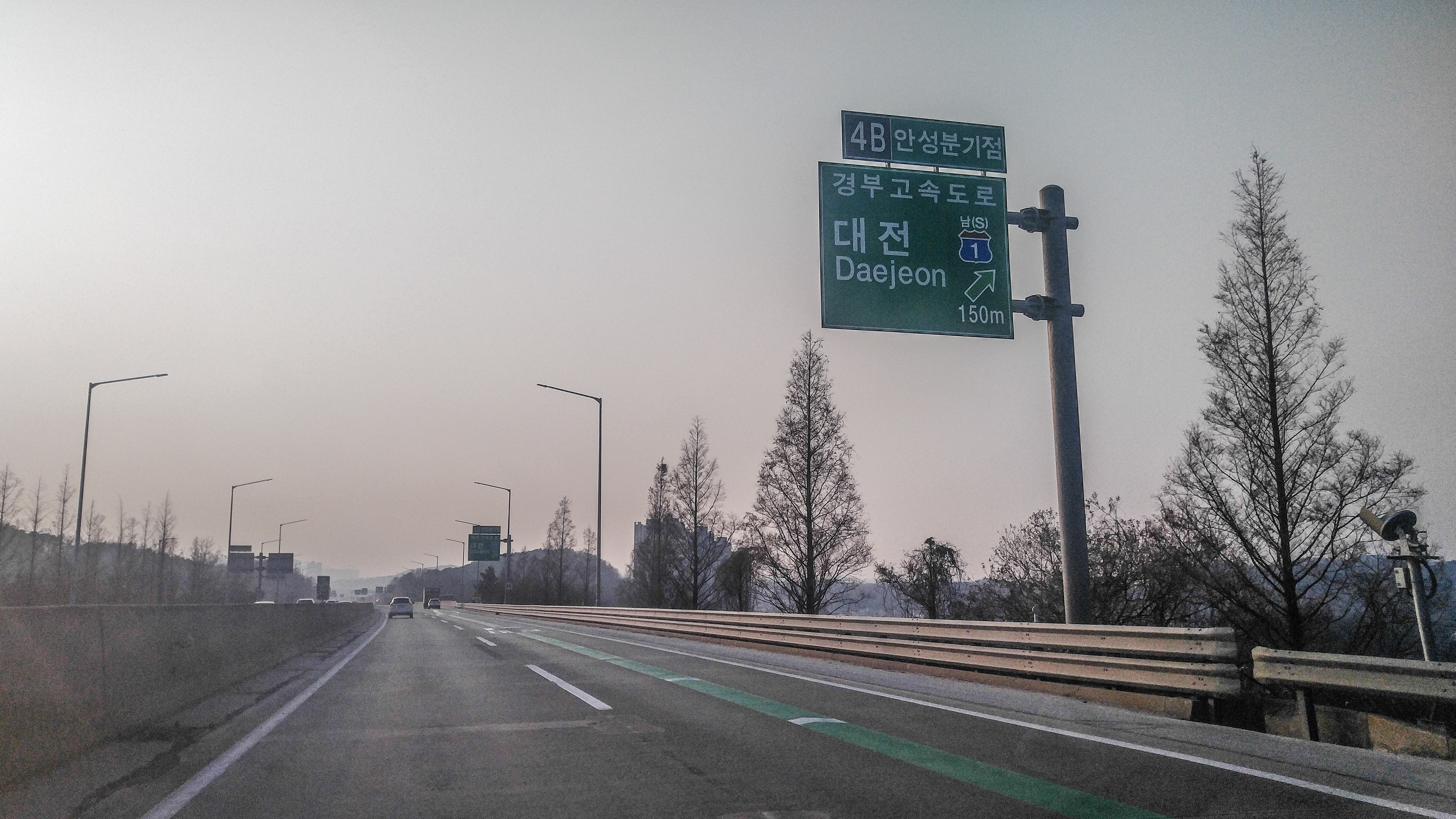
평택제천선 2지점 150m 표지판 (평택 방면)
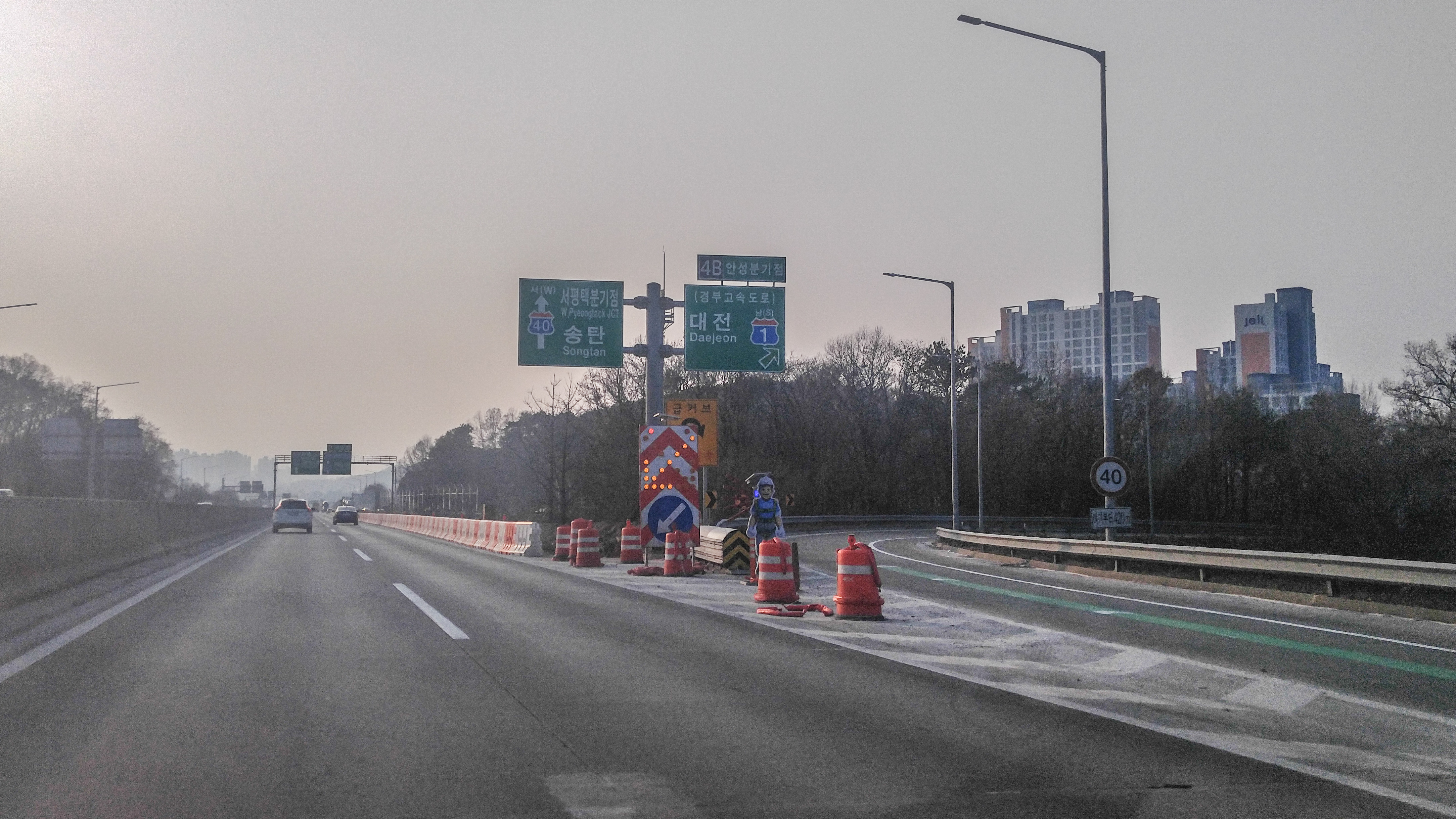
평택제천선 2지점 분기부 표지판 (평택 방면)
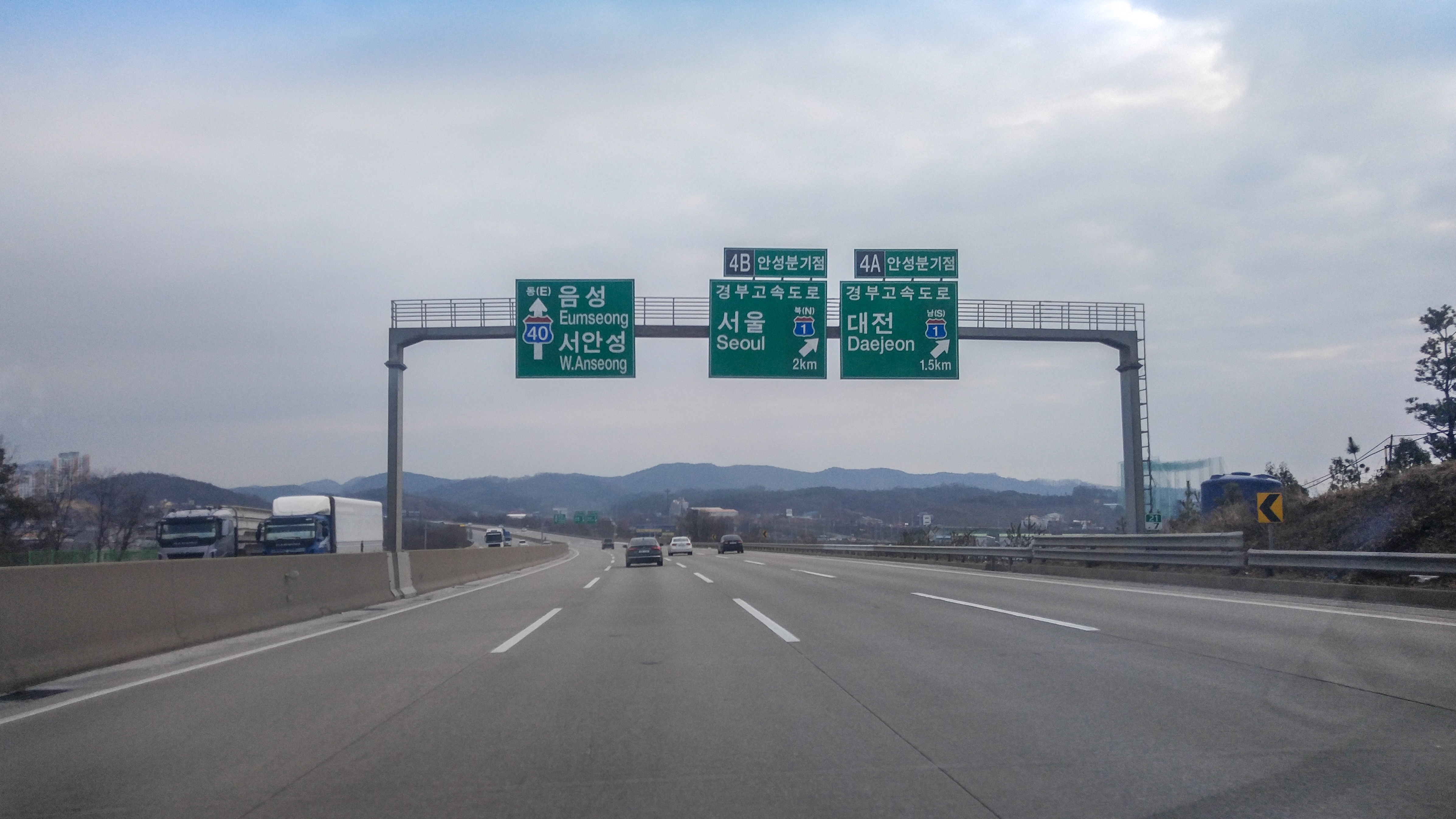
평택제천선 1.5km 표지판 (제천 방면)
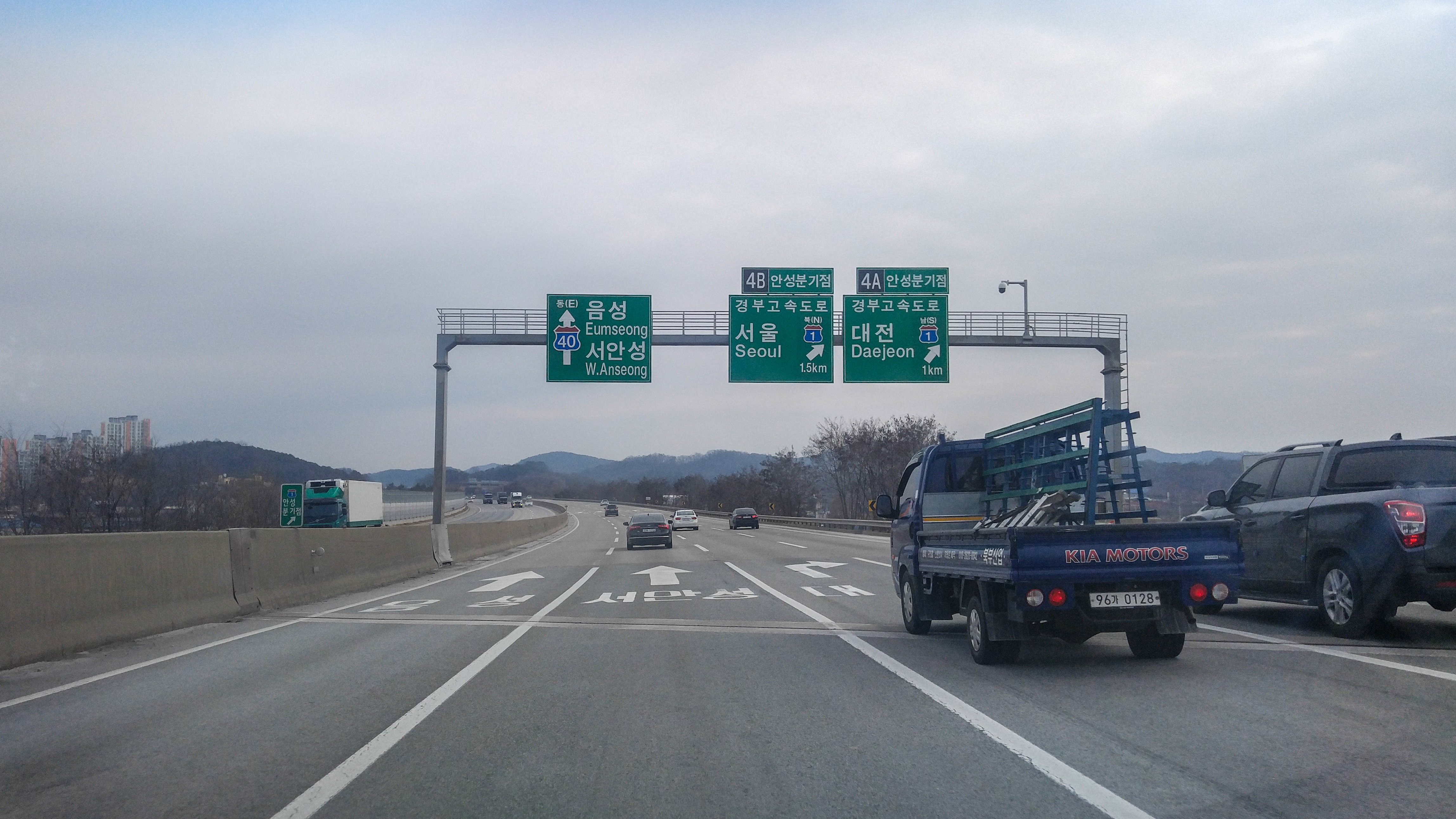
평택제천선 1km 표지판 (제천 방면)
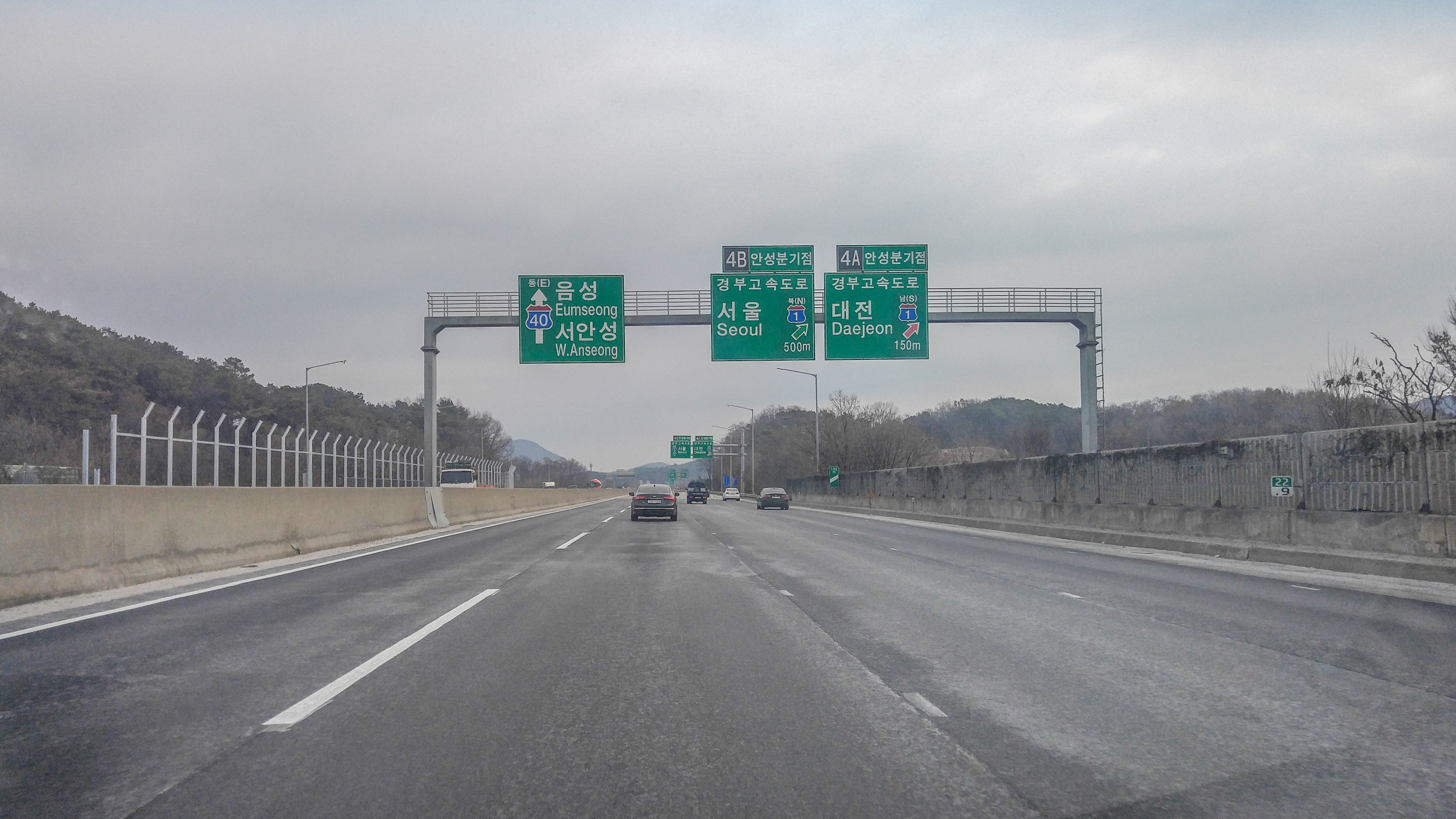
평택제천선 150m 표지판 (제천 방면)
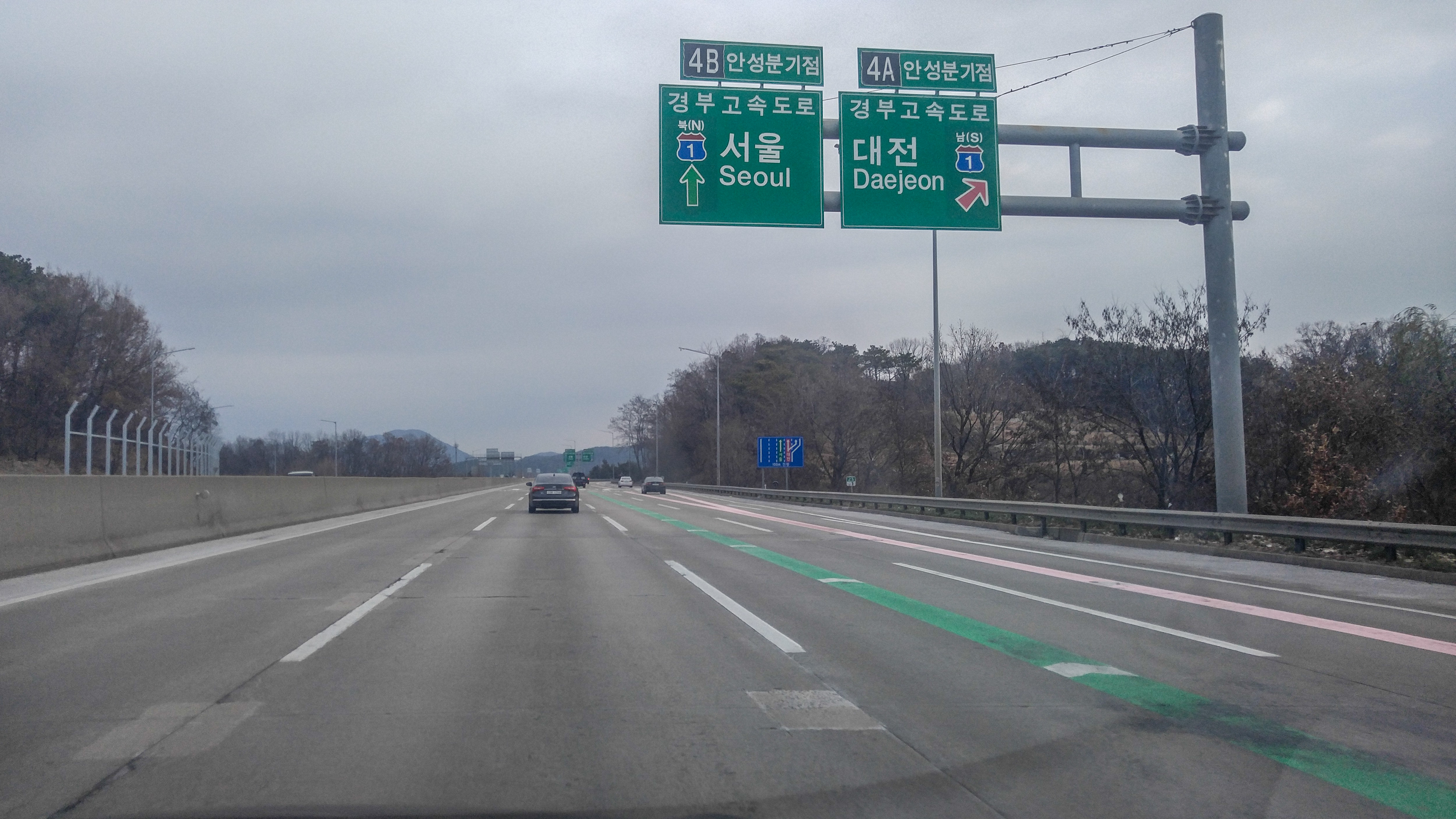
평택제천선 1지점 표지판 (제천 방면)
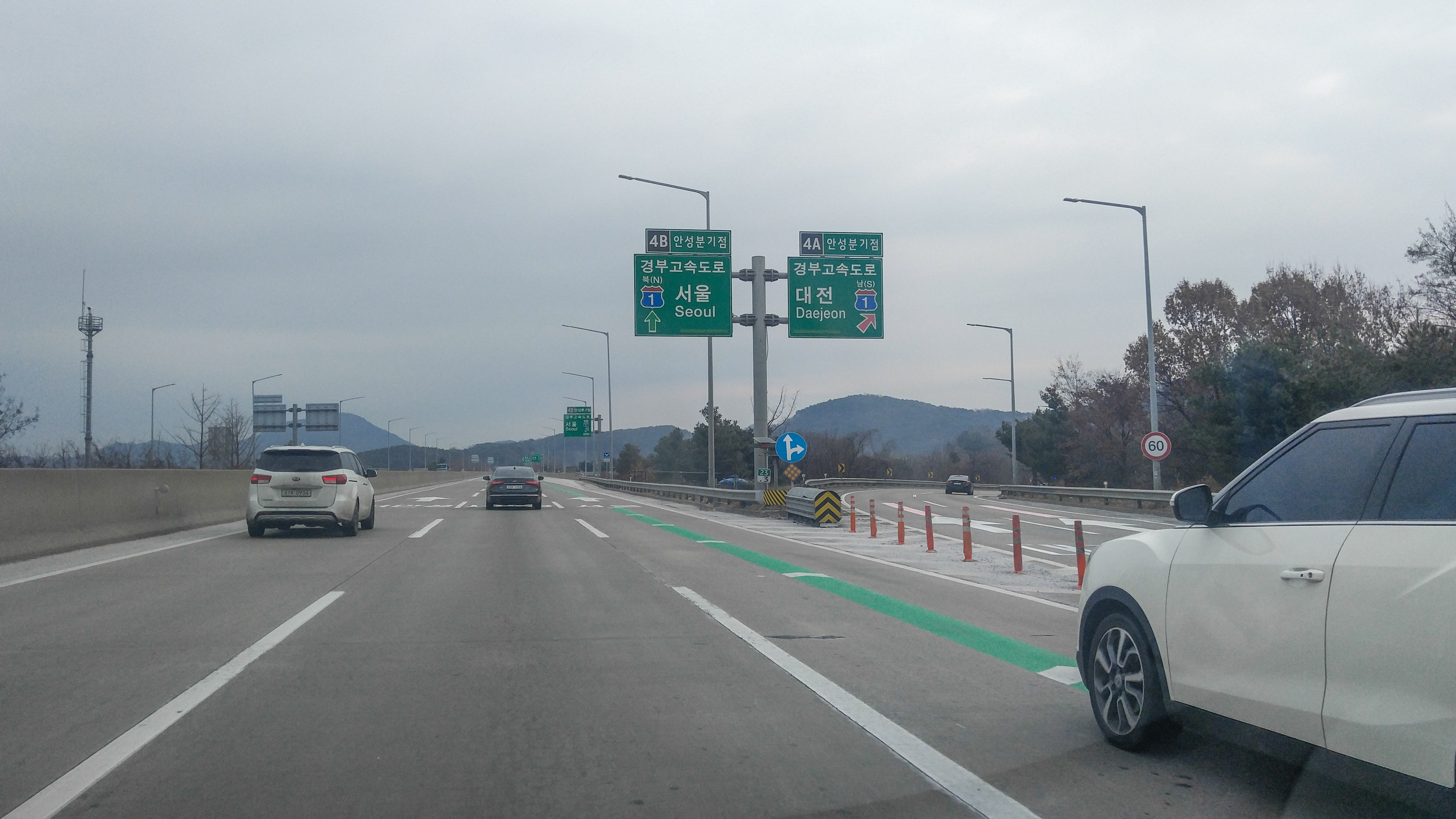
평택제천선 1지점 분기 표지판 (제천 방면)
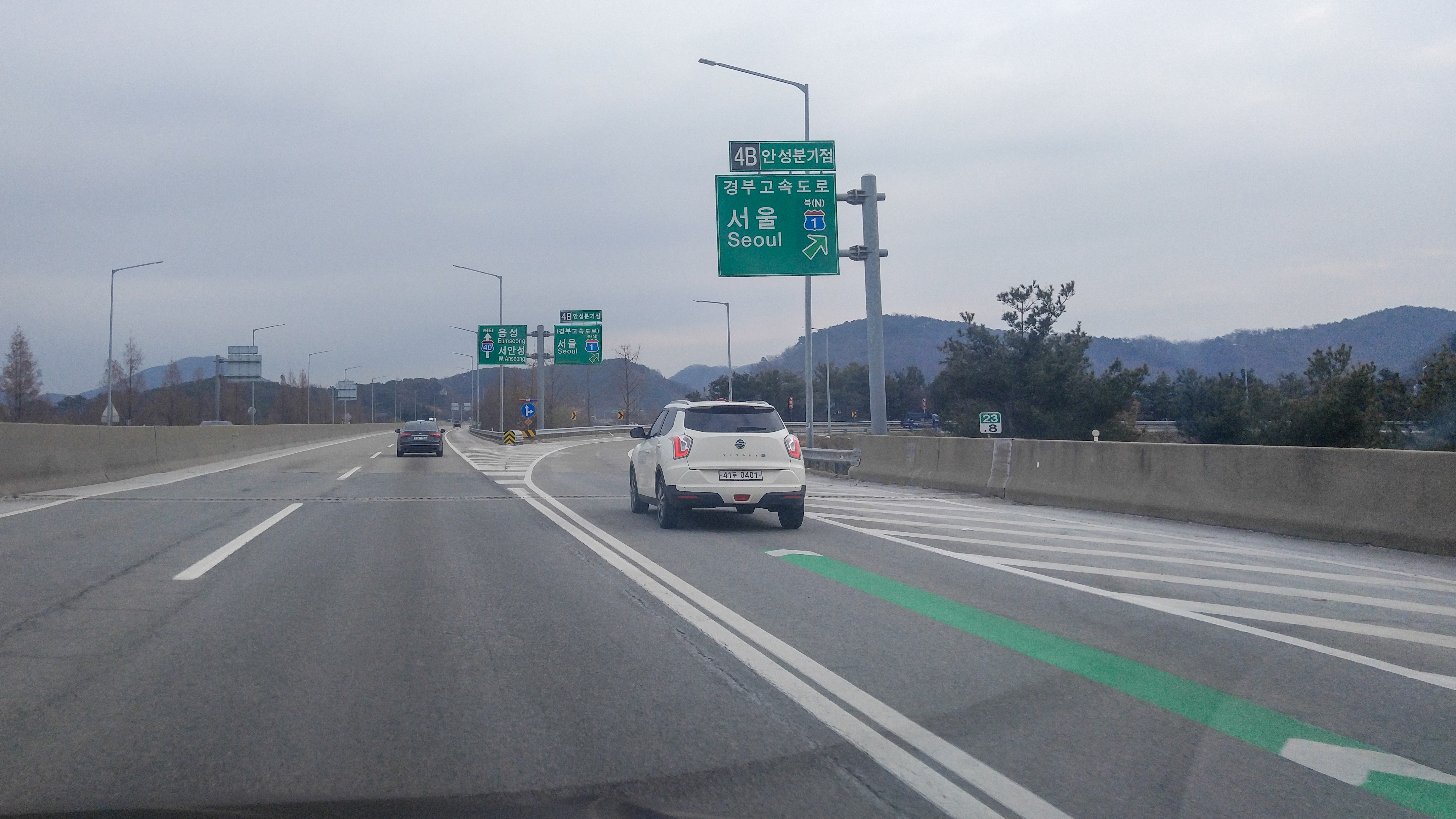
평택제천선 2지점 표지판 (제천 방면)